# Chaim Levano
Chaim Levano (* 1. Januar 1928 in Heerlen; † 17. Februar 2016 in Amsterdam) war ein niederländischer Musiker, Theaterregisseur und Schauspieler.

## Leben
Levano war der avantgardistischen holländischen Theaterszene zuzurechnen, er inszenierte etwa Stücke von Gertrude Stein, Daniil Charms, Samuel Beckett oder Alexander Vvedenski. Unter anderem führte er auch Regie im Theaterstück Hirngespinste nach dem Roman des holländischen Autors J. Bernlef. 1993 wurde er für die Großinstallation Schauen III mit dem Savitzki-Preis Der theatralischen Raum 1993 ausgezeichnet. Zwei Jahre später erhielt er in München den mit damals 10.000 DM dotierten Phillip-Morris-Kunstpreis.